# Marais Breton, baie de Bourgneuf, île de Noirmoutier et forêt de Monts
Marais Breton, baie de Bourgneuf, île de Noirmoutier et forêt de Monts este o arie protejată (sit de importanță comunitară — SCI) din Franța întinsă pe o suprafață de 52.337 ha, din care 30 % marine.

## Localizare
Centrul sitului Marais Breton, baie de Bourgneuf, île de Noirmoutier et forêt de Monts este situat la coordonatele 46°52′25″N 2°04′21″W / 46.87361°N 2.0725°V.

## Înființare
Situl Marais Breton, baie de Bourgneuf, île de Noirmoutier et forêt de Monts a fost declarat arie specială de conservare în baza directivei 92/43 din 1992 referitoare la conservarea habitatelor naturale și a faunei și florei sălbatice pentru a proteja 2 specii de plante și 4 specii de animale.

## Biodiversitate
Situată în ecoregiunea atlantică, aria protejată conține 19 habitate naturale: Depresiuni intradunale umede, Dune împădurite cu Pinus pinea și/sau Pinus pinaster, Păduri de pin mediteraneene cu pini mezogeni endemici, Recifuri, Dune împădurite din regiunile atlantică, continentală și boreală, Dune mobile cu vegetație embrionară, Salicornia și alte specii anuale care populează regiunile mlăștinoase și nisipoase, Dune mobile de-a lungul țărmului cu Ammophila arenaria („dune albe”), Păduri de Quercus ilex și Quercus rotundifolia, Bancuri de nisip acoperite în permanență slab de apă marină, Estuare, Terase mlăștinoase și terase nisipoase neacoperite de apă la reflux, Lagune de coastă, Vegetație anuală la limita mareei, Pajiștile Spartina (Spartinion maritimae), Pășuni atlantice udate de apa mării (Glauco-Puccinellietalia maritimae), Pășuni mediteraneene udate de apa mării (Juncetalia maritimi), Tufărișuri halofile mediteraneene și termo-atlantice (Sarcocornetea fruticosi), Dune de coastă fixe cu vegetație erbacee („dune gri”).
La baza desemnării sitului se află mai multe specii protejate:
- plante (2): Omphalodes littoralis, Rumex rupestris
- amfibieni (1): triton cu creastă (Triturus cristatus)
- mamifere (1): vidră de râu (Lutra lutra)
- nevertebrate (1): croitorul mare al stejarului (Cerambyx cerdo)
- pești (1): boarță (Rhodeus amarus)

Pe lângă speciile protejate, pe teritoriul sitului au mai fost identificate 3 specii de plante, 1 specie de păsări, 9 specii de mamifere, 1 specie de reptile.